# Delta (Louisiana)
Delta è un comune degli Stati Uniti d'America, situato nello Stato della Louisiana, in particolare nella parrocchia di Madison.